# 8602 Oedicnemus
8602 Oedicnemus eller 2480 T-3 är en asteroid i huvudbältet som upptäcktes den 16 oktober 1977 av den nederländsk-amerikanske astronomen Tom Gehrels och det nederländska astronomparet Ingrid van Houten-Groeneveld och Cornelis Johannes van Houten vid Palomarobservatoriet. Den är uppkallad efter fågeln Tjockfotar.
Asteroiden har en diameter på ungefär 6 kilometer.